# OK-550
L'OK-550 è un reattore nucleare a fissione utilizzato per alimentare tre dei sette sottomarini del Progetto 705 Лира ("Lira" o Classe Alfa nella designazione NATO) della marina militare sovietica. È un reattore a metallo liquido, che utilizza Uranio-235 altamente arricchito per produrre 155 MWt di potenza.
OK-550 dispone di tre cicli di circolazione del vapore separati, ed è stato installato nei sottomarini costruiti a Severodvinsk.
Il reattore venne progettato dalla OKBM.